# Брамантіно

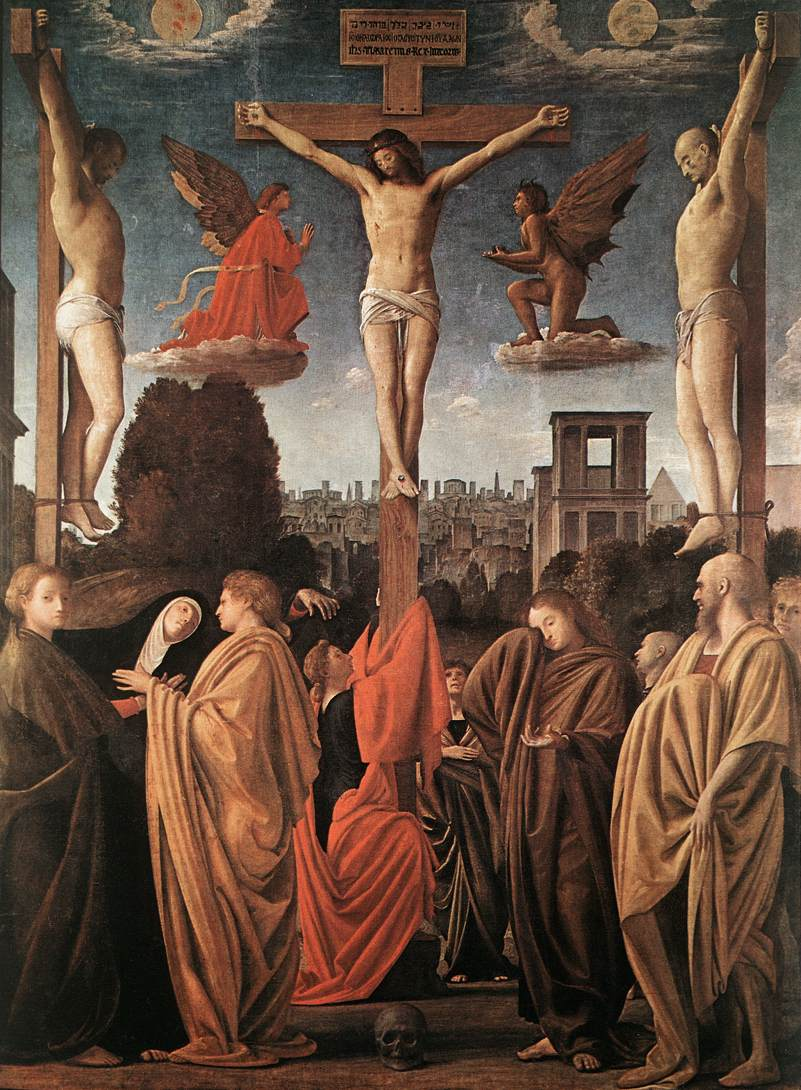
«Розп'яття», бл. 1510, Пінакотека Брера, Мілан

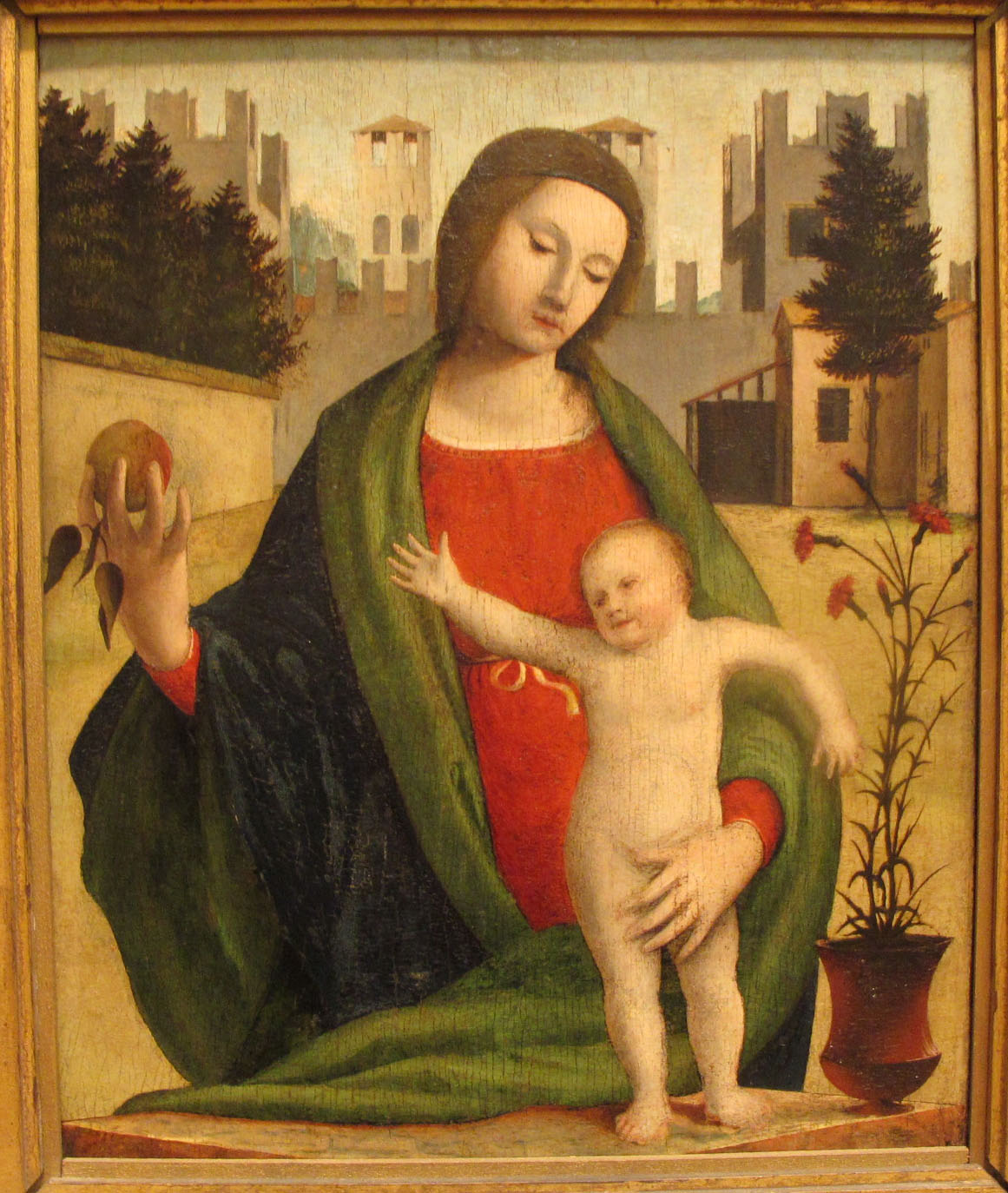
Мадонна з дитиною, бл. 1508

Браманті́но (італ. Bramantino), справжнє ім'я Бартоломе́о Суа́рді (італ. Bartolommeo Suardi; бл. 1460/1470, Мілан — 1530, там само) — італійський живописець і архітектор.

## Біографія
Справжнє ім'я — Бартоломео Суарді. Народився у період між 1460 і 1470 роками у Мілані. Існує дуже мало перевіреної інформації про художника. Свій псевдонім (маленький Браманте) він взяв на честь італійського живописця й архітектора Донато Браманте, якого активно наслідував у своїй творчості. Був помічником Браманте, супроводжував його в Рим і там працював у Ватикані.
Усе життя художника пов'язане з Міланом, де на той час був популярний Леонардо да Вінчі. Попри це, Брамантіно зміг створити свій власний яскравий, гострий, і хоча дещо еклектичний стиль, який іноді страждав на недоліки в передачі перспективи та неточність в зображенні архітектурних деталей. З мистецьких пам'яток Мілана йому приписуються паперть церкви св. Назарія (1518) і різні картини, що зберігаються в Амврозіанській бібліотеці й в Національній бібліотеці палацу Брера. Іноді Брамантіно звинувачують у наслідуванні більш значних майстрів свого часу, у тому числі й Леонардо. У своїх пізніх роботах він близький до маньєризму. Упродовж тривалого часу Брамантіно був придворним художником і архітектором герцога Франческо II.
Помер у Мілані в 1530 році.